# Golden Knights de Clarkson
Les Golden Knights de Clarkson (Clarkson University Golden Knights) est un club omnisports universitaire de l'Université Clarkson, située à Potsdam dans l'État de New York aux États-Unis. Les équipes des Golden Knights participent aux compétitions universitaires organisées par la National Collegiate Athletic Association.

## Hockey sur glace
L'équipe de hockey sur glace masculine fait partie de la conférence ECAC Hockey League, évoluant en division 1. Elle atteignit la finale du championnat national NCAA à trois reprises, soit en 1962, 1966 et en 1970.